# Kikuoka Takuro
Kikuoka Takuro (菊岡 拓朗 Kikuoka Takuro, sinh ngày 30 tháng 6 năm 1985 ở Fuji, Shizuoka) là một cầu thủ bóng đá người Nhật Bản thi đấu cho SC Sagamihara.

## Thống kê câu lạc bộ
Cập nhật đến ngày 23 tháng 2 năm 2017.
| Thành tích câu lạc bộ | Thành tích câu lạc bộ | Thành tích câu lạc bộ | Giải vô địch | Giải vô địch | Cúp                   | Cúp                   | Tổng cộng | Tổng cộng |
| Mùa giải              | Câu lạc bộ            | Giải vô địch          | Số trận      | Bàn thắng    | Số trận               | Bàn thắng             | Số trận   | Bàn thắng |
| Nhật Bản              | Nhật Bản              | Nhật Bản              | Giải vô địch | Giải vô địch | Cúp Hoàng đế Nhật Bản | Cúp Hoàng đế Nhật Bản | Tổng cộng | Tổng cộng |
| --------------------- | --------------------- | --------------------- | ------------ | ------------ | --------------------- | --------------------- | --------- | --------- |
| 2008                  | Mito HollyHock        | J2 League             | 28           | 2            | 1                     | 0                     | 29        | 2         |
| 2009                  | Mito HollyHock        | J2 League             | 40           | 4            | 1                     | 0                     | 41        | 4         |
| 2010                  | Tokyo Verdy           | J2 League             | 34           | 3            | 0                     | 0                     | 34        | 3         |
| 2011                  | Tokyo Verdy           | J2 League             | 35           | 8            | 1                     | 1                     | 36        | 9         |
| 2012                  | Tochigi SC            | J2 League             | 39           | 7            | 1                     | 0                     | 40        | 7         |
| 2013                  | Tochigi SC            | J2 League             | 35           | 2            | 2                     | 2                     | 37        | 4         |
| 2014                  | Consadole Sapporo     | J2 League             | 22           | 0            | 2                     | 0                     | 24        | 0         |
| 2015                  | Consadole Sapporo     | J2 League             | 8            | 0            | 0                     | 0                     | 8         | 0         |
| 2016                  | SC Sagamihara         | J3 League             | 30           | 0            | –                     | –                     | 30        | 0         |
| Tổng                  | Tổng                  | Tổng                  | 231          | 22           | 8                     | 3                     | 239       | 25        |